# Caryodaphnopsis henryi
Caryodaphnopsis henryi Airy Shaw – gatunek rośliny z rodziny wawrzynowatych (Lauraceae Juss.). Występuje naturalnie w południowych Chinach – w południowo-wschodniej części Junnanu. 

## Morfologia
PokrójZimozielone drzewo dorastające do 5 m wysokości. Gałęzie są szorstkie.
LiścieMają kształt od owalnego do podłużnie eliptycznego. Mierzą 9–15 cm długości oraz 4,5–6,5 cm szerokości. Są cienkie, nagie, z trzema nerwami głównymi. Nasada liścia jest mocno zaokrąglona. Blaszka liściowa jest wierzchołku od ostrego do spiczastego. Ogonek liściowy dorasta do 10–12 mm długości.
KwiatySą regularne, obupłciowe, zebrane w luźne wiechy o nagich osiach, rozwijają się w kątach pędów. Kwiatostan osiąga 4–7 cm długości, natomiast pojedyncze kwiaty mierzą 2–3 mm średnicy. Listki okwiatu są włochate, mają trójkątny kształt, zewnętrzne są mniejsze niż wewnętrzne. Podsadki są małe (mierzą 1,5 mm długości), owłosione i mają trójkątny kształt.

## Biologia i ekologia
Rośnie w widnych lasach oraz na ich skraju. Występuje na wysokości do 2100 m n.p.m. Kwitnie w maju.